# Пєсков Василь Михайлович
Василь Михайлович Пєсков (рос. Василий Михайлович Песков; 14 березня 1930, Орлово, Центрально-Чорноземна область, Російська РФСР — 12 серпня 2013, Москва, Росія) — радянський письменник, журналіст, лауреат Ленінської премії, мандрівник та ведучий телевізійної програми «У світі тварин» (1975–1990).

## Біографія
Народився в родині машиніста та селянки. Після закінчення школи та будівельного технікуму працював піонервожатим, шофером, кіномеханіком. У юності захопився фотографуванням природи.
1953 року почав працювати у воронезької газеті «Молодий комунар» спочатку фотографом, а після успішної публікації першого нарису — «Квітень у лісі» — штатним кореспондентом.
1956 року відправив кілька своїх статей у «Комсомольську правду», після чого був запрошений на роботу до Москви.
З 1956 року — оглядач газети «Комсомольська правда». Був постійним автором рубрики «Вікно в природу». Перша книга нарисів вийшла 1960 року. З 1975 по 1990 рік вів телепередачу «У світі тварин» разом з Миколою Дроздовим.

## Нагороди
- Ленінська премія (1964) за книгу «Кроки по росі».
- Орден «За заслуги перед Вітчизною» IV ступеня (5 травня 2003) — за великий внесок у розвиток вітчизняної журналістики[3]

### Публікації у ЗМІ
- Сказка. Из записной книжки. Газета "Комсомольская правда", 31 июля 1975 г., с. 4.(рос.)
- Таежный тупик. Год спустя. Газета "Комсомольська правда", 4 вересня 1983 р., с. 4.
- Глаза. Газета "Комсомольская правда", 5 сентября 1987 г., с. 4.(рос.)
- Охотник и мусорщик. Газета "Комсомольська правда", 23 січня 1988 р., с. 4.

### Про Василя Пєскова
- Николай Саввушкин. Он всегда заметен. Журнал "Журналист", № 4 1988, с. 23.